# Zhu Chen
Zhu Chen (诸宸; Zhū Chén), född 16 mars 1976 i Wenzhou, i provinsen Zhejiang vid Kinas östkust, är en schackspelare från Qatar. År 2001 blev hon Kinas andra världsmästarinna i schack efter Xie Jun och Kinas trettonde stormästare.
Zhu Chen är sedan år 2000 gift med den qatariske stormästaren i schack Mohamad Al-Modiahki. År 2006 blev hon qatarisk medborgare och spelar sedan dess för Qatar.

## Schackkarriär
År 1988 blev Zhu Chen den första kinesiska spelaren att vinna en internationell schacktävling. Hon segrade då i Världsmästerskapet i schack för flickor under 12 år i Rumänien. Hon följde upp titeln med att bli juniorvärldsmästare för flickor 1994 och 1996.
Vid 25 års ålder segrade hon i knock out-turneringen om Världsmästerskapet för damer 2001. Det var 64 deltagare, där Zhu Chen var rankad som fyra. Hon besegrade i tur och ordning Elisa Maggiolo, Svetlana Petrenko, Alisa Maric, Nino Khurtsidze och Maia Tjiburdanidze, för att få möta Aleksandra Kostenjuk i final. Ryskan skulle senare ta världsmästartiteln 2008. I finalen 2001 stod det 2-2 efter de klassiska partierna och gick till tie break med snabbschack. Efter tie break stod Zhu Chen som vinnare med slutpoängen 5-3 och blev den nionde världsmästarinnan.
Zhu Chen försvarade inte sin världsmästartitel, när det blev dags för nytt världsmästerskap 2004. Hon var dels gravid, men hade också ett omfattande spelschema och världsmästerskapet påannonserades med endast en månads förvarning.
I juni 2004 spelade Zhu Chen två partier mot schackdatorn "Star of Unisplendour", som hade en AMD 64-rpocessor, 2 GB RAM-minne och schackmotorn Fritz 8. Hon förlorade båda partierna.
Zhu Chen har tre guldmedaljer från schackolympiaden för lag, 1998, 2000 och 2002 med det kinesiska landslaget. Hon har också ett lagsilver från 1996 och ett lagbrons från 1994. Hon har också individuella guldmedaljer från schackolympiaderna 1996 och 2000. Sitt allra bästa resultat i den här tävlingsformen nådde hon år 2000 då hennes vinstprocent blev 81,8 procent, med 7 vinster, 4 remier och ingen förlust.

## Resultat i valda tävlingar
- 1988: 1:a plats i Världsmästerskapet för flickor under 12 år
- 1990: 1:a plats i Nationella kinesiska mästerskapet för damer, grupp B
- 1991: 2:a plats i Nationella kinesiska mästerskapet för damer
- 1992: 1:a plats i Nationella kinesiska mästerskapet för damer – kinesisk mästarinna 1992
- 1994: 1:a plats i Nationella kinesiska mästerskapet för damer – kinesisk mästarinna 1994
- 1994: 1:a plats i Asiatiska mästerskapet för flickor
- 1994: 1:a plats i Världsmästerskapet för juniorer – flickor
- 1996: 1:a plats i Nationella kinesiska mästerskapet för damer – kinesisk mästarinna 1996
- 1996: 1:a plats i Världsmästerskapet för juniorer – flickor
- 1998: 1:a plats i 17:e upplagan av Schackolympiaden för lag
- 2000: 1;a plats i Schackolympiaden för lag
- 2001: 1:a plats i Världsmästerskapet för damer – världsmästarinna 2001
- 2002: 1:a plats i Schackolympiaden för lag
- 2005: 1:a plats i Världmästerskapet för snabbschack
- 2011. 1:a plats i Arabiska mästerskapet för damer, 1:a plats i Arabiska mästerskapet för damer i snabbschack, 1:a plats i Arabiska mästerskapet för damer i blixtschack